# Магма
Вижте пояснителната страница за други значения на Магма.
Магмата е стопена скална маса, намираща се под земната повърхност или под повърхността на всяка друга земеподобна планета.

## Състав
Химичният състав на магмата е почти същия като този на магмените скали, които са добре изследвани. Когато към тези изследвания се добавят и изследванията на съвременните лави се очертава една доста точна картина на състава на магмата. В най-голямо количество в магмената топилка се срещат SiO2, Al2O3, Fe2O3, FeO, MgO, CaO, K2O, и Na2O. Освен това се срещат в по малки количества TiO2, MnO, BaO, SrO и други. Всички тези оксиди след изстиването и изкристализирането на магмата се свързват в различни минерали най-често силикати. Най-разпространените са фелдшпати, пироксени, амфиболи, слюди, кварц и други. От физикохимична гледна точка в стопено състояние магмата представлява високомолекулен разтвор на оксиди, намиращи се във взаимно разтворено състояние.
Освен горепосочените съединения в състава на магмата има и други лесно летливи вещества, които невинаги се включват изцяло в скалообразуващите минерали, а се отделят във вместващите скали или излитат в атмосферата при изливането на магмата на повърхността на земята. В най-големи количества в магмата се съдържат H2O, CO2, F2, Cl2, HF, HCl, FeCl3, NaCl, PBCl3, S, SO2, H2S и др. Когато тези съставки по една или друга причина останат в състава на магмата те играят ролята на катализатори на процеса на минералообразуване.
Основна роля в химичния състав на магмата играят силицият и кислородът. Поради това често магмите се класифицират според количеството на силициевия двуокис (SiO2) в тях.
- Ултрабазична – под 40%
- Базична – 40 – 52%
- Среднокисела – 52 – 65%
- Кисела – 65 – 75%
- Ултракисела – над 75%

## Температура
За температурата на магмата се съди основно по две неща – измервания при съвременни изливи и лабораторно измерване на точките на топене на скалообразуващите минерали в магмените скали. Измерванията на температурата на съвременните магми показват максимални температури от 1200°-1300 °С. Има обаче и случаи, когато са измерени температура на течна лава от 790 °С. При изливането ѝ на повърхността магмата влиза в досег с атмосферата и в нея започват да протичат редица окислителни процеси, които повишават температурата ѝ. Имайки предвид това може да се счита, че в дълбочина температурата на магмата е между 600 °С и 870 °С.
Подвижноста на магмата зависи основно от два показателя – количеството на силициевия двуокис и наличието на летливи вещества. Колкото силициевият двуокис е по-малко, толкова по-голяма е подвижноста на магмата. Обратно, колкото повече летливи вещества, толкова по-подвижна магма.

## Диференциация на магмата
В магмените скали има минерали, които често се срещат заедно. Това означава, че са кристализирали при една и съща температура. Такива са лабрадор и пироксен, пироксен и диопсид и други. Съществуват и минерали, които никога не се срещат заедно, като оливин и кварц, мусковит и лабрадор и др. Причината е, че кристализацията става последователно, като първи кристализират минералите с най-висока точка на топене. Те се наричат пирогенни. Такива са оливинът, пироксените, калциевите плагиоклази, илменит, лефцит и други. Отделянето на тези минерали води до обогатяване на топилката с вода и други летливи компоненти. Кристализиращите по-късно минерали вече включват в състава си хидроксилни групи и затова се наричат хидратогенни. Такива са натриевите плагиоклази, титанит, амфиболи, кварц, слюди и др.